# Jeugny
Jeugny és un municipi francès situat al departament de l'Aube i a la regió del Gran Est. L'any 2007 tenia 449 habitants.

## Demografia

### Població
El 2007 la població de fet de Jeugny era de 449 persones. Hi havia 166 famílies de les quals 24 eren unipersonals (20 homes vivint sols i 4 dones vivint soles), 71 parelles sense fills, 67 parelles amb fills i 4 famílies monoparentals amb fills.
La població ha evolucionat segons el següent gràfic:
Habitants censats

### Habitatges
El 2007 hi havia 182 habitatges, 166 eren l'habitatge principal de la família, 5 eren segones residències i 12 estaven desocupats. Tots els 182 habitatges eren cases. Dels 166 habitatges principals, 155 estaven ocupats pels seus propietaris, 10 estaven llogats i ocupats pels llogaters i 1 estava cedit a títol gratuït; 2 tenien una cambra, 4 en tenien dues, 18 en tenien tres, 46 en tenien quatre i 96 en tenien cinc o més. 120 habitatges disposaven pel capbaix d'una plaça de pàrquing. A 44 habitatges hi havia un automòbil i a 117 n'hi havia dos o més.

### Piràmide de població
La piràmide de població per edats i sexe el 2009 era:
| Homes | Edats   | Dones |
| ----- | ------- | ----- |
| 0     | 95 o +  | 0     |
| 0     | 90 a 94 | 4     |
| 0     | 85 a 89 | 0     |
| 4     | 80 a 84 | 0     |
| 4     | 75 a 79 | 16    |
| 0     | 70 a 74 | 4     |
| 4     | 65 a 69 | 8     |
| 12    | 60 a 64 | 12    |
| 4     | 55 a 59 | 8     |
| 8     | 50 a 54 | 0     |
| 36    | 45 a 49 | 12    |
| 12    | 40 a 44 | 20    |
| 20    | 35 a 39 | 16    |
| 12    | 30 a 34 | 20    |
| 8     | 25 a 29 | 16    |
| 4     | 20 a 24 | 0     |
| 20    | 15 a 19 | 4     |
| 12    | 10 a 14 | 12    |
| 20    | 5 a 9   | 12    |
| 8     | 0 a 4   | 8     |

## Economia
El 2007 la població en edat de treballar era de 301 persones, 237 eren actives i 64 eren inactives. De les 237 persones actives 225 estaven ocupades (119 homes i 106 dones) i 12 estaven aturades (4 homes i 8 dones). De les 64 persones inactives 25 estaven jubilades, 22 estaven estudiant i 17 estaven classificades com a «altres inactius».

### Ingressos
El 2009 a Jeugny hi havia 171 unitats fiscals que integraven 480 persones, la mediana anual d'ingressos fiscals per persona era de 17.339 €.

### Activitats econòmiques
Dels 3 establiments que hi havia el 2007, 1 era d'una empresa extractiva, 1 d'una empresa de construcció i 1 d'una empresa d'hostatgeria i restauració.
L'únic servei als particulars que hi havia el 2009 era un paleta.
L'any 2000 a Jeugny hi havia 3 explotacions agrícoles que ocupaven un total de 276 hectàrees.

## Equipaments sanitaris i escolars
El 2009 hi havia una escola elemental integrada dins d'un grup escolar amb les comunes properes formant una escola dispersa.

## Poblacions més properes
El següent diagrama mostra les poblacions més properes.